# كريستينا ريبيليوفكا
كريستينا ريبيليوفكا (بالبولندية: Kristina Repelewska)‏ مواليد 7 يناير 1981، هي لاعبة كرة يد بولندية تلعب كوسط مدافع. مثلت منتخب بولندا لكرة اليد للسيدات.

## سجل المنافسة
شاركت في البطولات التالية:
- بطولة العالم لكرة اليد للسيدات 2015

## روابط خارجية
- كريستينا ريبيليوفكا على موقع الاتحاد الأوروبي لكرة اليد (الإنجليزية)